# پراسلین
پراسلین (انگلیسی: Praslin) دومین جزیره بزرگ کشور سیشل است. این جزیره ۳۸٫۵ کیلومتر مربع مساحت دارد و در ۴۴ کیلومتری شمال شرق ماهه واقع شده‌است. جمعیت پراسلین ۷٬۵۳۳ نفر است. پراسلین از دو استان «بای سن آن» و «گراند آنس» تشکیل شده‌است. بزرگ‌ترین روستاهای این جزیره بایه سن آن، آنس ولبرت و گراند آنس هستند.